# Jack and Jill (romanzo)
Jack & Jill è un romanzo poliziesco dello scrittore statunitense James Patterson e fa parte di una serie di romanzi sul detective Alex Cross.

## Trama
Jack e Jill sono i nomi dati storicamente al presidente e alla first lady dai bodyguard che sorvegliano le loro vite. Chi ha ucciso il senatore Fitzpatrick nel pied-à-terre in cui s'incontrava con le sue amichette lo sa, ed è anche uno spietato assassino. Ha lasciato una macabra poesia vicino al cadavere, e lo ha firmato con i nomi che la sicurezza usa per le due più importanti persone del paese.
Non sono solo loro, però a essere minacciate dalla furia di questi killer, che è evidente siano due; personaggi del modo dello spettacolo, persone ricche e famose. Inoltre, un'altra serie di orribili delitti di bambini sconvolge Cross: tutte le vittime frequentavano la scuola di suo figlio Damon. A Washington nessuno è più al sicuro: né i bambini né i potenti, come poter dormire la notte? Indagando su due strade diverse, in parallelo, il detective darà come al solito il meglio di sé.